# تیسزا ۱۳۱۲۱
سیارک ۱۳۱۲۱ (به انگلیسی: 13121 Tisza، نام‌گذاری: 1994CN9) سیزده هزار و صد و بیست و یکمین سیارک کشف شده‌است که در ۷ فوریه ۱۹۹۴ کشف شد.
قدر مطلق سیارک برابر ۱۴٫۹۰ است.